# Huck and Tom
Huck and Tom (títol alternatiu: “The Further Adventures of Tom Sawyer”) és una pel·lícula muda de la Famous Players-Lasky Company dirigida per William Desmond Taylor i protagonitzada per Robert Gordon i Jack Pickford. Es tracta de la segona part de la pel·lícula “Tom Sawyer” (1917) protagonitzades pels mateixos actors i també dirigida per Taylor. Basada en la novel·la “Les aventures de Tom Sawyer” de Mark Twain, es va estrenar el 4 de març de 1918.

## Argument
Amb la intenció de provar una cura màgica per a les berrugues, Tom Sawyer i Huck Finn entren en el cementiri un vespre portant un gat mort. Allà són testimonis de l'assassinat d'un lladre de tombes per part del mestí Indi Joe. Tot i que els nois es conjuren a mantenir-ho en secret, Tom acaba testificant contra Indi Joe, per tal de salvar el vell Muff Potter, falsament acusat. Indi Joe aconsegueix escapar però els nois el descobreixen en una antiga casa considerada embruixada mentre planeja amagar-hi un cofre de diners robats. Poc temps després, Becky Thatcher, de qui Tom està enamorat, fa un pícnic d'aniversari per als seus amics a prop de la Cova Pintada. Mentre ella i Tom l’estan explorant, es perden a la fosca caverna, però en Tom veu l'Indi Joe just abans que arribi un grup de rescat. La setmana següent, Tom s'assabenta que la cova ha estat segellada i que l'Indi Joe ha perdut la vida. Huck i Tom tornen a la cova, desenterren el tresor i després fan tot el possible per escapar de les atencions amoroses de les dames del poble.(REF5)

## Repartiment
- Jack Pickford (Tom Sawyer)
- Robert Gordon (Huck Finn)
- George Hackathorne (Sid Sawyer)
- Alice Marvin (Mary Sawyer)
- Edythe Chapman (tieta Polly)
- Frank Lanning (indi Joe)
- Clara Horton (Becky Thatcher)
- Tom Bates (Muff Potter)
- Helen Gilmore (vídua Douglas)
- Antrim Short (Joe Harper)
- Jane Keckley (Mrs. Thatcher)
- John Burton (jutge Thatcher)